# I Sway
I Sway — седьмой мини-альбом корейской гёрл-группы I-dle. Альбом был выпущен компанией Cube Entertainment 8 июля 2024 года и содержит четыре трека, включая главный сингл «Klaxon».
Как и во всех альбомах, I-dle сами пишут тексты к своим песням. Поэтому в этом альбоме четыре участницы: Соён, Минни, Миён и Юци взяли на себя ведущую роль в написании песен.

## Предыстория и релиз
10 июня 2024 года Cube Entertainment объявили, что I-dle выпустят свой седьмой корейский мини-альбом 8 июля.
20 июня был выпущен концептуальный трейлер. Через семь дней спустя был выпущен трек-лист, в котором песня «Klaxon» была объявлена в качестве ведущего сингла. Тизеры для музыкального видео на «Klaxon» были выпущены 4 и 3 июля. Мини-альбом был выпущен вместе с музыкальным видео на «Klaxon» 8 июля. За две недели музыкальное видео набрало 30 миллионов просмотров.

## Промоушен
I-dle выступили на церемонии награждения Blue Dragon Series Awards 19 июля с «Klaxon» и «Fate».

## Трек-лист
| №                   | Название            | Текст песни                         | Arrangement                   | Длительность |
| ------------------- | ------------------- | ----------------------------------- | ----------------------------- | ------------ |
| 1.                  | «Klaxon» (클락션)   | JEON SOYEON, Pop Time, Daily, Likey | PopTime Daily Likey Чон Соён  | 2:55         |
| 2.                  | «Last Forever»      | YUQI, BOYTOY, MOJO, Milli Oshyun.   | MOJO BOYTOY YUQI Milli Oshyun | 2:25         |
| 3.                  | «Bloom»             | MINNIE, BreadBeat, CA$HCOW & B.O.   | BreadBeat CA$HCOW             | 3:14         |
| 4.                  | «Neverland»         | YUQI Siixk Jun WOOSEOK MIYEON       | Siixk Jun                     | 2:45         |
| Общая длительность: | Общая длительность: | Общая длительность:                 | Общая длительность:           | 11:20        |

## Чарты
| «Klaxon» чарты (2024) | Высшая Позиция | I Sway - мини альбом чарты (2024) | Высшая Позиция |
| --------------------- | -------------- | --------------------------------- | -------------- |
| Melon                 | 6              | Billboard Japan                   | 40             |
| FLO                   | 1              | Circle Chart                      | 2              |
| Genie                 | 2              | Japanese Albums Oricon            | 19             |